# 低碳經濟
低碳經濟（英語：low-carbon economy，簡稱LCE）是種達到溫室氣體淨零排放程度的經濟。人類活動引起的溫室氣體排放是造成自20世紀中葉以來觀測到的氣候變化的主要原因。轉向低碳經濟有許多行之有效的方法，例如鼓勵能源轉型、節約能源、交通電氣化（如使用電動載具）以及進行碳捕集與封存。零碳城市即是體現低碳經濟中的一例。
全球從高碳經濟轉變為低碳經濟可為各個國家帶來巨大利益，且還有助於進行氣候變化緩解。

## 定義與專有名詞
論及低碳經濟概念，以下是一些常用同義字或相近詞彙，每個詞彙都強調概念的不同面向：
綠色經濟、永續經濟、淨零排放經濟、低排放經濟、氣候友善型經濟及脫碳經濟。
低碳經濟中"碳"一字是所有溫室氣體的通稱。
英國國家統計局在2017年發佈的定義是： "低碳經濟的定義是提供商品和服務的經濟活動，活動中的溫室氣體（主要為二氧化碳）排放量會顯著低於以往的。 ":2

## 基本原理與目標

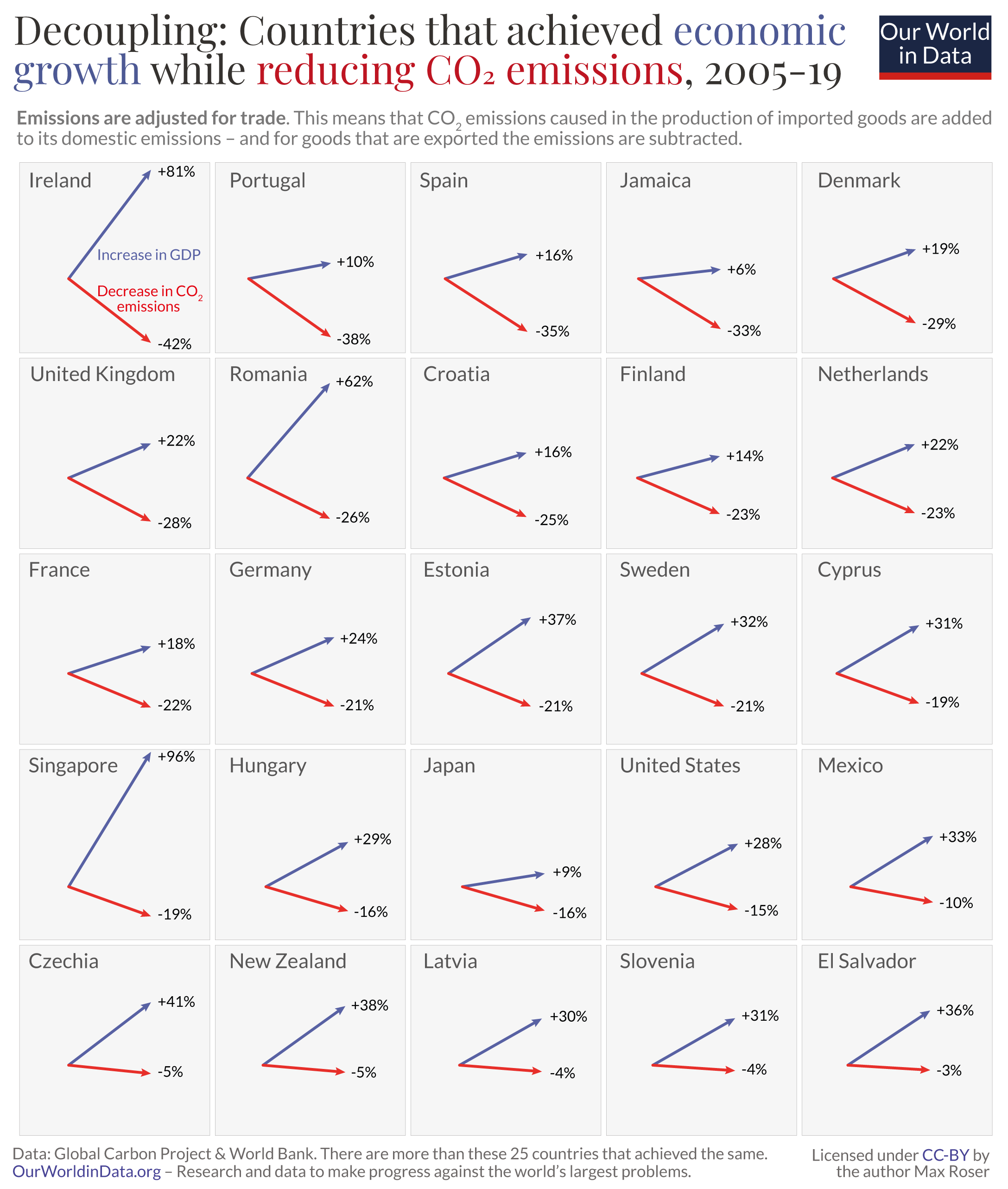
世界上既能降低溫室氣體排放，又能維持經濟成長的國家，此現象被稱為生態環境與經濟成長脫鉤。

人類活動造成的溫室氣體排放是自20世紀中葉以來觀測到的氣候變化主要原因。長期持續排放溫室氣體將在世界各地造成變化，會對人類和生態系統造成嚴重、普遍和不可逆轉的影響。
各國會尋求成為低碳或脫碳經濟體，以達成氣候變化緩解的目的。要緩解氣候變化，就要走上淨零排放的途徑。

## 方法
實現低碳經濟涉及減少能源、交通、工業和農業等部門的溫室氣體排放。文獻常談到從高碳經濟轉換為低碳經濟。這種轉變應該以公正方式進行（稱為公正轉型）。:75
轉向低碳經濟的策略和方法很多，例如鼓勵往再生能源轉型、追求能源效率、節約能源、交通電氣化、實施碳捕獲與封存、從事氣候智慧型農業。為達到目的，需要採取適當的能源政策、財政激勵措施（例如開放排放權交易、徵收碳稅）、實踐應對氣候變化的個人行動及應對氣候變化的企業行動。

### 各國所採的行動

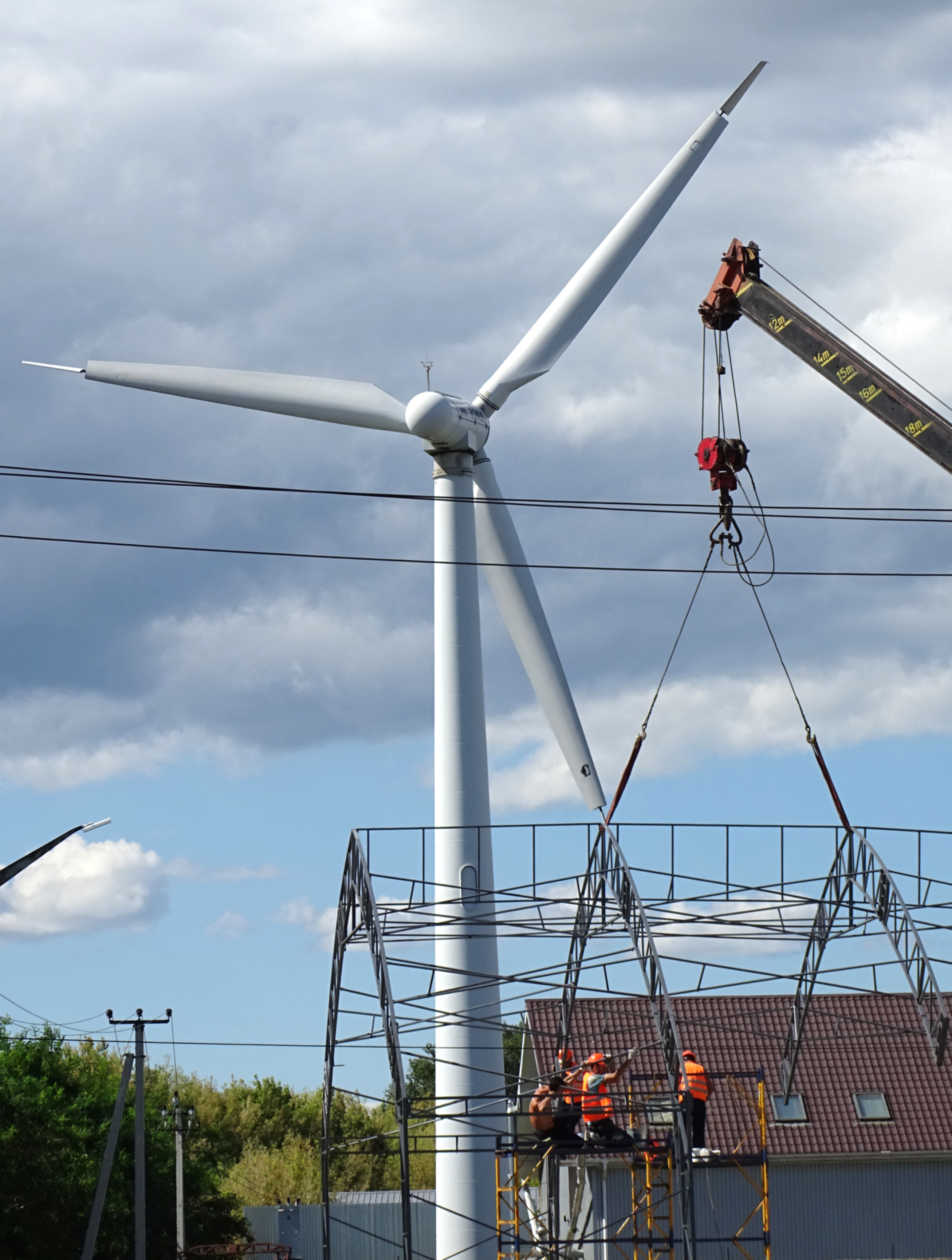
位於烏克蘭波里斯皮爾，架設中的風力發電機。

在國際舞台上，進行低碳經濟最突出的早期步驟是於1997年簽署，並於2005年生效的《京都議定書》，參與的大多數工業化國家均承諾減少碳排放。
經合組織（OECD）國家間可相互學習並效法某些國家在特定領域的範例：瑞士的能源部門（參見瑞士能源）、英國的工業部門、荷蘭的運輸部門（參見荷蘭交通）、韓國的農業部門（參見韓國農業）以及瑞典的建築部門。

## 共同效益

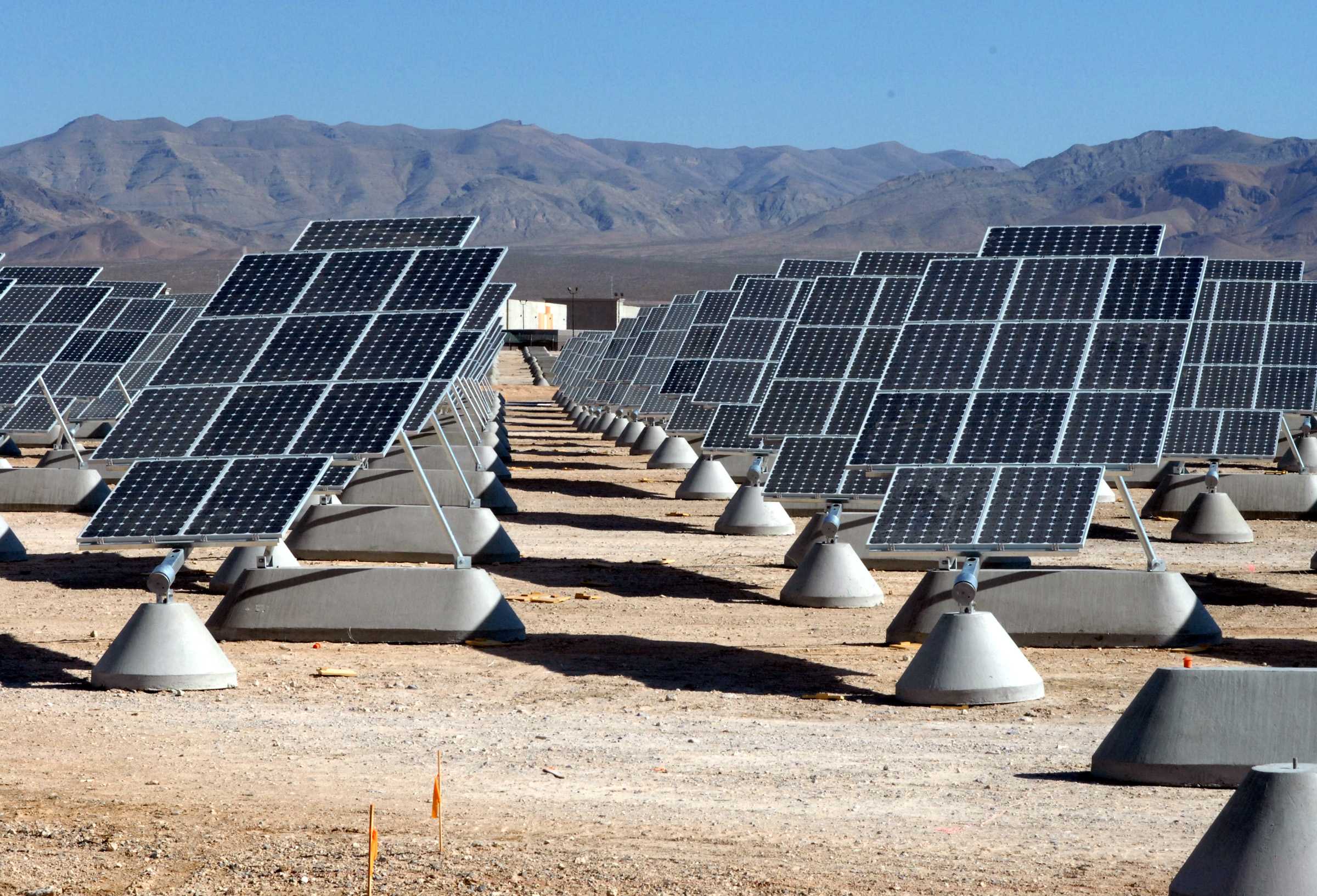
位於美國內華達州的納利斯太陽光電發電廠。

向低碳經濟轉型的主要好處是它有助於緩解氣候變化。此外還有其他共同效益：對生態系統韌性、貿易、就業、健康、能源安全和工業競爭力帶來多重好處。
於綠色轉型期間，在排放強度高的產業中從業者更有可能會失業。向淨零排放經濟轉型，將會導致密佈排放強度高的產業地區喪失更多就業機會。綠色轉型所帶來的就業機會與再生能源，或改善和翻新基礎設施相關的活動有關。
排放強度低的產業發展和增進資源效率可為提高經濟體和公司競爭力提供許多機會。根據倡議機制低排放發展策略全球合作夥伴（簡稱LEDS GP，有世界資源研究所及聯合國等機構涉入）的說法，利用金融投資，轉向低排放技術通常有明確的商業案例，投資回收期大多數可在0.5-5年之間達成。

## 能源面

### 低碳電力

低碳能源在全球一次能源中的佔比（2018年）。

本節摘自低碳電力。
低碳電力（英語：Low-carbon electricity，或以英語：表達）指的是在整個生命週期內溫室氣體排放量遠低於使用化石燃料所產生的電力。能源轉型途中使用低碳電力是實現氣候變化緩解最重要行動之一。
低碳發電能源包含有風能、太陽能、核能和大部分的水力。這個名詞很大程度上將傳統的化石燃料發電廠生產的電力排除在外，但會用於描述目前運行中化石燃料發電系統的特定領域，特別是那些配置有從煙道氣中將碳捕集與封存的系統。 全球於2020年中有近40%的電力來自低碳能源：約10%為核能發電，近10%為風能和太陽能發電，約20%為水力和其他再生能源發電。

#### 核能發電
截至2021年，擴張運用核能作為實現低碳經濟的方式得到不同程度的支持。包括聯合國歐洲經濟委員會、國際能源署 (IEA)、國際原子能總署、和美國研究機構能源影響中心（EIC）等組織均認為如果不擴大核能發電規模，就不可能實現全球脫碳 。 IEA和EIC都認為全球到2040年必須實現廣泛的脫碳，以降低氣候變化的不利影響，而必須利用核能發電以發揮作用。EIC建議使用核能產生的電力作為碳捕集技術的燃料，以實現淨負碳排放。

### 能源轉型
能源轉型（也稱為能源體系轉型），指的是能源體系中的供給和消費發生的重大結構性變化。目前全球為限制氣候變化，正轉向使用永續能源。由於許多永續能源都是再生能源，因此也稱為再生能源轉型 。目前的轉型的目的在能快速、可持續地減少使用能源時產生溫室氣體排放，主要是透過逐步減少使用化石燃料，並盡可能多用低碳電力。先前的能源轉型發生在1760年開始的第一次工業革命出现蒸汽机后，所用能源從燃燒木材（柴火和木炭）和其它生物質（比如油脂和干粪）轉換為燃燒煤碳，接著在19世纪末的第二次工业革命出现内燃机后改为燃燒石油和天然氣。
目前世界上四分之三以上的能源是透過燃燒化石燃料而來，但會因此排放溫室氣體。能源生產和消耗是導致當前大部分人為溫室氣體排放的原因。為實現2015年《巴黎協議》中設定的目標，全球必須盡快減少溫室氣體排放，並在本世紀中葉實現淨零排放。自2010年代末以來，由於太陽能和風能發電成本迅速下降，得以推動再生能源轉型。能源轉型的另一目標是減少此產業對健康和環境的負面影響（參見能源產業對環境的影響）。這類影響不僅涉及氣候變化，還涉及毒性排放物、資源利用、空氣污染造成的健康問題等。:49

### 實現低碳經濟的影響
於2019年由加州大學發表名為（能源轉型後的地緣政治收益與損失：評估地緣政治在氣候變化緩解後變動的新穎指標（Geopolitical Gains and Losses after Energy Transition: A Novel Index for Assessing the Geopolitical Impacts of Climate Change Mitigation））（簡稱GeGaLo index）的文章中評估，如果世界完全轉向再生能源，全球156個國家的地緣政治地位可能會發生變化。預計前化石燃料出口國將會喪失影響力，而前化石燃料進口國和再生能源資源豐富的國家的地位預計將會受到強化。

### 資料來源
- IEA.  (PDF) (报告): 1–34. 2007. （原始内容存档 (PDF)于2009-10-12）.
- IPCC. Edenhofer, O.; Pichs-Madruga, R.; Sokona, Y.; Farahani, E.;  et al , 编. . Cambridge University Press. 2014. ISBN 978-1-107-05821-7. OCLC 892580682. （原始内容存档于2017-01-26）.
- IPCC. Masson-Delmotte, V.; Zhai, P.; Pörtner, H.-O.; Roberts, D.;  et al , 编.  (PDF). 2018. （原始内容存档 (PDF)于2020-11-20）.
- Letcher, Trevor M. (编).  Third. Elsevier. 2020. ISBN 978-0-08-102886-5.
- MacKay, David J. C. . UIT Cambridge. 2008. ISBN 978-0-9544529-3-3. OCLC 262888377. （原始内容存档于2021-08-28）.